# Quepuantu
Quepuantu o Queupuante fue un Toqui mapuche del siglo XVII, pertenecía a la parcialidad de la costa. Se distinguió como caudillo en la guerra de Arauco, combatiendo la conquista española. Murió en duelo con el cacique Loncomilla en 1632, por rivalidad de predominio en el mando de su tribu.
Fue convocado por el nuevo gobernador de Chile, Francisco Laso de la Vega apenas un mes después de su llegada a Chile para participar de una junta general junto a Butapichón quien comandaba las fuerzas indígenas de la cordillera en enero de 1630.
Participó en la batalla de Piculhue junto a Butapichón contra el ejército español a cargo del capitán Alonso de Córdova y Figueroa, el 23 de febrero de 1630.